# Klokkerholm
Klokkerholm es una localidad situada en el municipio de Brønderslev, en la región de Jutlandia Septentrional, Dinamarca.

## Historia
La localidad tiene una historia relativamente reciente y surgió de una posada y varias granjas construidas alrededor de la iglesia de Hellevad. En el censo de 1890 todavía se nombraban a estas instalaciones como situadas en Klokkerholm mark (que se puede traducir como «paraje de Klokkerholm»). Ese mismo año 1890, el gobierno regional adquirió una de las granjas para convertirla en escuela. Para 1898 los campesinos de la comarca decidieron crear una cooperativa de consumo cuya sede situaron en Klokkerholm por ser el lugar más céntrico. Para entonces, se puede considerar que ya era un pequeño pueblo con 60 habitantes.
Durante los años iniciales del siglo XX experimentó un crecimiento importante: se construyó un casa comunal y fue normal que granjeros de la comarca se instalasen la localidad tras jubilarse. Para 1916 contaba con tienda de comestibles, albañil, comerciante de madera, zapatero, médico, fotógrafo, profesor de danza, taller de bicicletas, caja de ahorro, hotel y, además, una central telefónica.
En 1924 se puso en funcionamiento una línea ferroviaria que conectaba Klokkerholm con Vodskov y para entonces la localidad sumaba 335 habitantes. Aunque en 1950 desapareció el ferrocarril, esto no tuvo excesivas consecuencias ya que el pueblo continuó creciendo. A pesar de que a finales del siglo XX e inicios del XXI desaparecieron varias empresas, otras se crearon o instalaron en la población haciendo posible que esta permaneciese viva y mantuviese su número de habitantes en el entorno de las 900 personas.

## Geografía
Klokkerholm se sitúa en la parte oriental de la isla de Vendsyssel-Thy. Las localidades vecinas son las siguientes:
| Noroeste: Hallund     | Norte: Hellum y Brønden | Noreste: Flauenskjold |
| Oeste: Hallund y Ørum |                         | Este: Dronninglund    |
| Suroeste: Ørum        | Sur: Hjallerup          | Sureste: Hjallerup    |

Su territorio es mayormente plano, con suaves colinas y dedicado a la agricultura. Esta es explotada mediante buen número de granjas situadas en el campo. La presencia de bosques es minoritaria: el principal es el Allerup Bakker, situado al noreste, y luego pequeñas parcelas aisladas, también en su zona norte.
El arroyo Klokkerholm Møllebaek atraviesa el término por la parte central y desemboca en el río Ryå. Este pequeño curso de agua permite un elemento destacado de la localidad: una laguna situada junto al casco urbano denominada Møllesø, formada por la retención del agua mediante una pequeña presa con el objetivo de aprovechar su fuerza para mover un antiguo molino.

## Comunicaciones
Cerca de Klokkerholm –15 km al este del casco urbano– pasa la autopista (motorvej) E45 «Frederikshavnmotorvej», que transita entre Frederikshavn y la frontera con Alemania. A esta vía se accede mediante la carretera local Hellevadvej. No pasa ninguna carretera nacional (motortrafikvej), pero sí la carretera regional (landevej) n.º 180, que discurre entre Sæby al norte y Aarhus al sur. Varias carreteras locales conectan la localidad con las vecinas. Entre estas, la principal es Hellumvej, que permite la comunicación con Hellum y Hjallerup.
En la población tienen parada las siguientes líneas de autobús:
| Líneas de autobuses con parada en Klokkerholm |                                                                           |
| Número                                        | Recorrido                                                                 |
| 682                                           | Klokkerholm – Allerup – Flauenskjold – Landvadhøj – Katholm - Klokkerholm |
| 683                                           | Klokkerholm – Ørum – Ravnstrup – Hjallerup – Klokkerholm                  |
| 212                                           | Brønderslev – Hjallerup – Dronninglund                                    |

No cuenta con conexión ferroviaria. La estación de tren más cercana se encuentra a 18 km, en Brønderslev, donde se puede acceder mediante la línea n.º 212  de autobús. 
El aeropuerto más cercano es el aeropuerto de Aalborg, situado a 30 km de distancia por carretera.

## Demografía
| Población de Klokkerholm entre 2010 y 2023 |
|                                            |
| Fuente: Statistics Denmark                 |

## Economía y servicios
Además del sector primario, representado por una agricultura dedicada mayoritariamente a los cereales, existe un sector secundario, con un taller para corte y procesado de chapas metálicas; una fábrica de mobiliario para exposiciones y comercios, así como una empresa que proporciona calefacción a domicilios. Aparte de esta industria de mayor entidad, también una artesana de la cerámica tiene taller y exposición abierta en el pueblo.
Dentro del sector de servicios, la población cuenta con supermercado, concesionario de automóviles;  gasolinera; taller de coches; oficina bancaria; peluquería; inmobiliaria; comerciante de vinos; instalador de tejados; estudio de fotografía; empresa de pintura; instalador de antenas.
En el ámbito sanitario, existe una farmacia así como una profesional de medicina general con consulta abierta en la localidad.

## Educación y deportes
Dentro de la localidad existen varias guarderías privadas y una de gestión pública; una escuela de educación primaria, así como un centro que organiza pequeños cursos y actividades diversas para los jóvenes. También hay un pabellón polideportivo.

## Turismo
La oferta turística de Klokkerholm está centrada en su entorno natural, dentro del que destaca la laguna Klokkerholm Møllesø. Cuenta con varias rutas locales de senderismo: Gravhøjen, Møllesøruten y Brøndlundstien. Además, pasa por la localidad la ruta de larga distancia denominada Hærvejen, que discurre entre Hirtshals y Padborg. Junto a la laguna existen unos puntos de acampada, pero, para acoger a sus visitantes, la localidad no cuenta con infraestructura de alojamiento y la más cercana se sitúa en la vecina Hjallerup, a 5 km de distancia.